# Соба одјека (медији)
У медијима, соба одјека је ситуација у којој су информације, идеје или веровања појачани или поткрепљени преносом и понављањем у оквиру затвореног система, где су другачији или супарнички ставови цензурисани, одбачени или на неки други начин недовољно заступљени.

## Начин функционисања
Посматрачи новинарства у мас-медијима описују ефекат собе одјека у медијском дискурсу. Један достављач информација изнесе тврдњу коју многи истомишљеници затим понављају, начују и опет понављају (често у преувеличаном или на неки други начин искривљеном облику) све док већина људи не узме неку екстремну варијанту приче као тачну.
Учесници у онлајн-заједницама могу наилазити на ефекат собе одјека у погледу својих мишљења, што доводи до поткрепљења њиховог појединачног система веровања. Ово може створити значајне препреке ка критичком дискурсу у оквиру онлајн-медија. Због формирања пријатељстава и заједница с истомишљеницима, овај ефекат се може догодити и у стварном животу. Такође може спречити појединце да примете промене у језику и култури у групама које нису њихове. Осим тога, ефекат собе одјека поткрепљује нечији постојећи светоназор чинећи га исправнијим и универзално прихваћенијим него што стварно јесте. Још један термин у повоју за овај ефекат собе одјека и хомогенизације на интернету у оквиру друштвених заједница јесте културни трибализам.